# Józef Kondrat
Józef Kondrat né le 3 mars 1902 à Przemyśl et mort le 4 août 1974 à Varsovie est un acteur de cinéma et de théâtre.

## Filmographie sélective
- 1918: Wenn das Herz in Haß erglüht
- 1933: Chacun a le droit d'aimer : le patron du cabaret
- 1936: Pan Twardowski
- 1939: Czarne diamenty
- 1958: Les Adieux
- 1962: L'Impossible adieu
- 1971: Pan Dodek : le chauffeur de taxi

## Récompenses et distinctions
- Croix de chevalier dans l'Ordre Polonia Restituta.